# Crijevčići
Crijevčići är en ort i Bosnien och Hercegovina. Den ligger i den centrala delen av landet, 60 km norr om huvudstaden Sarajevo. Crijevčići ligger 484 meter över havet och antalet invånare är 259.
Terrängen runt Crijevčići är kuperad, och sluttar norrut.Runt Crijevčići är det ganska tätbefolkat, med 86 invånare per kvadratkilometer.. Närmaste större samhälle är Kalesija, 17,9 km nordost om Crijevčići. 
I omgivningarna runt Crijevčići växer i huvudsak lövfällande lövskog.